# Wilhelmstein

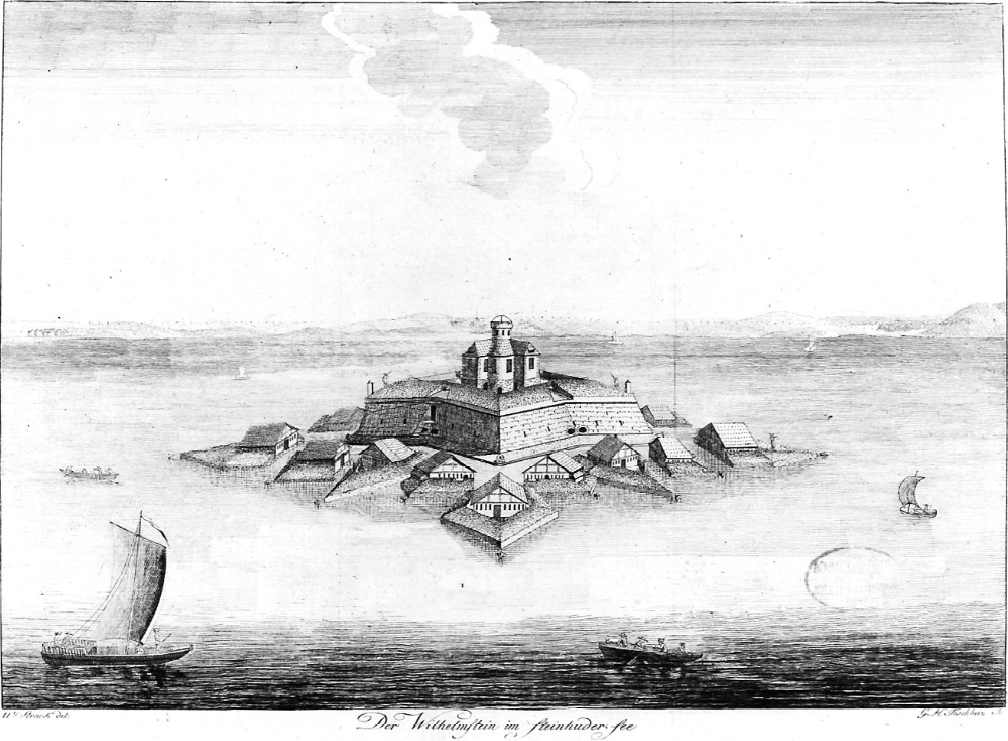
Als Kupferstich, 1787

Der Wilhelmstein ist eine 1,25 ha große künstliche Insel im Steinhuder Meer in der Region Hannover, die im 18. Jahrhundert aus militärischen Gründen als Landesfestung der Grafschaft Schaumburg-Lippe geschaffen wurde. Auf ihr befindet sich seither die Festung Wilhelmstein, die noch dem Haus Schaumburg-Lippe gehört. Die Insel nahe Hagenburg ist ein beliebtes Ausflugsziel, das mit Auswanderer-Booten von Steinhude sowie Mardorf aus zu erreichen ist.

## Entstehung

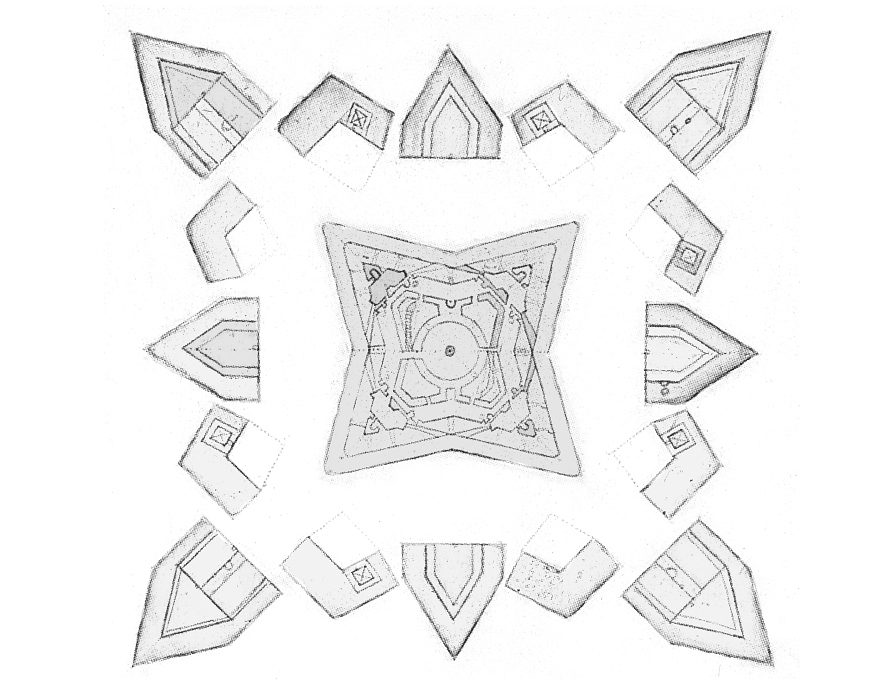
Ursprünglicher Lageplan mit zentraler Festungsinsel und 16 Außenwerken

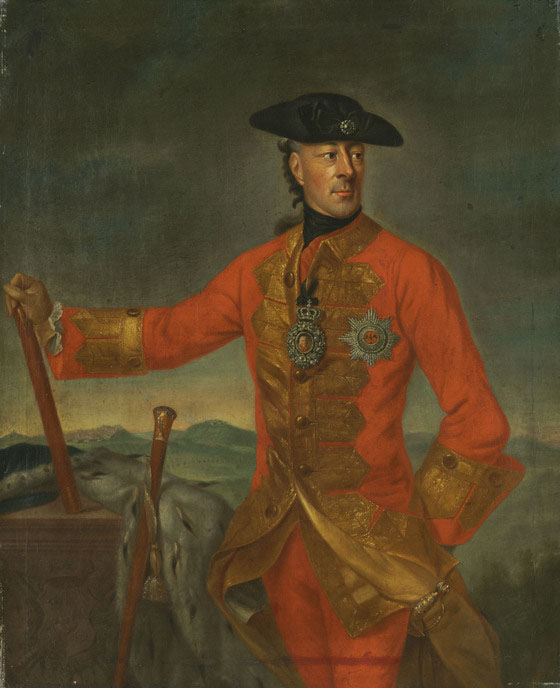
Erbauer Wilhelm zu Schaumburg-Lippe

Graf Wilhelm zu Schaumburg-Lippe ließ die Insel mit der Festung zwischen 1761 und 1767 errichten. Die Inselfestung, im typischen sternförmigen Bastionärsystem der damaligen Zeit errichtet, galt trotz ihrer geringen Ausdehnung als Mittelpunkt des Kleinstaates Schaumburg-Lippe und diente seiner Verteidigung. Graf Wilhelm wollte die kleine Grafschaft mit zu dieser Zeit nur 17.000 Untertanen gegen mögliche Annexionsbestrebungen anderer Mächte schützen. Bei den Planungen kamen ihm militärische Erfahrungen als Artillerist im Siebenjährigen Krieg und Heerführer in Portugal zugute.
Die Festung im Steinhuder Meer sollte zum uneinnehmbaren Fluchtpunkt werden und verhindern, dass ein Angreifer sich der Grafschaft bemächtigte. Der Verteidigungsfall trat 20 Jahre nach Fertigstellung der Festung tatsächlich ein (siehe unten Belagerung 1787). Die Grundsteinlegung erfolgte 1761 im Südwestbereich des Sees, 1,4 km vom Ufer entfernt. Das Bauprojekt trug die Bezeichnung Wilhelms Insuln, da es sich anfangs um den Wilhelmstein als Festungsinsel mit 16 Nebeninseln (Wilhelmsinseln) handelte.
Zwischen 1761 und 1765 wurde die Insel aufgeschüttet, auf der der Festungsbau entstehen sollte. Dazu schaffte die Bevölkerung fünf Jahre lang jeden Werktag rund 30 m³ Schüttmaterial aus Sand, Kies sowie Steinen heran. Im Sommer transportierten Fischer das Material in ihren Booten, im Winter fuhren es Bauern auf Schlitten heran. Eigens für die Anlieferung wurde der 1,2 km lange Hagenburger Kanal als Stichkanal vom Schloss Hagenburg zum Steinhuder Meer ausgehoben. Trotz des Anspruchs des Grafen Wilhelm auf Frondienst ließ er die Arbeitskräfte entlohnen.

## Baubeschreibung

### Festung
Auf der damals im Vergleich zu heute wesentlich kleineren Insel entstand zwischen 1765 und 1767 zunächst eine sternförmige Schanze mit vier Bastionen und einer Zitadelle sowie zangenförmigen Tenaillen. Während die Außenmauern aus Steinblöcken bestanden, wurde im Inneren Backstein verbaut. In den Kasematten im Festungsinneren waren die Soldaten untergebracht. Die beschusssicheren Gewölbe dienten auch der Lagerung von Munition und Verpflegung. Über den Kasematten wurde ein Schlösschen als Wohnraum für den Festungskommandanten und die Offiziere errichtet. Es besaß einen Turm, auf dem sich ab 1774 eine Sternwarte befand. Für die Patrouillengänge der Wachen gab es in Wasserhöhe rund um die Festung eine schmale Berme und oberhalb auf der Festung einen Weg rund um das Schlösschen.

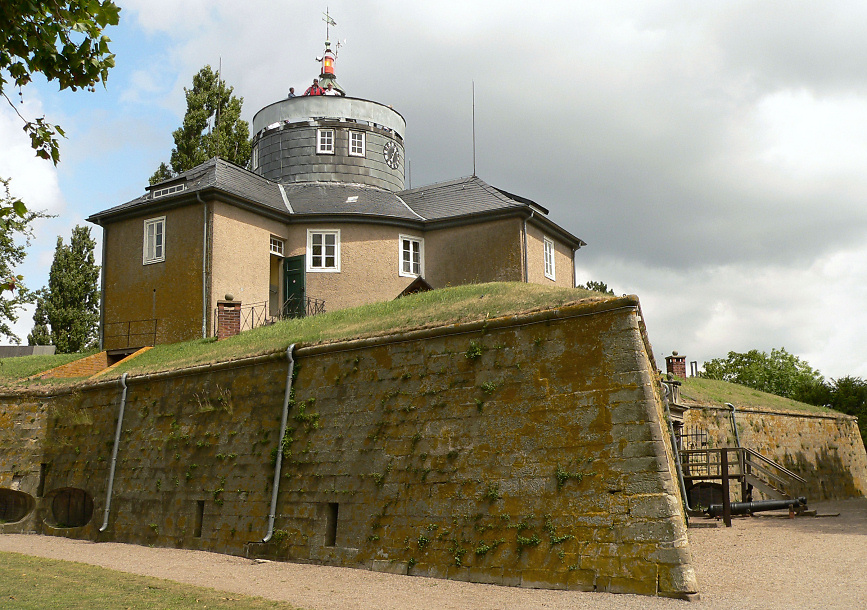
Das Festungsbauwerk, oben das Schlösschen mit Turm
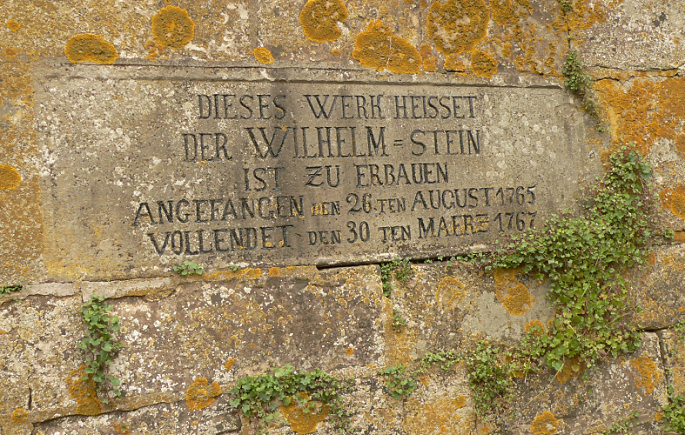
Mauerwerk der Festung mit Gedenkstein
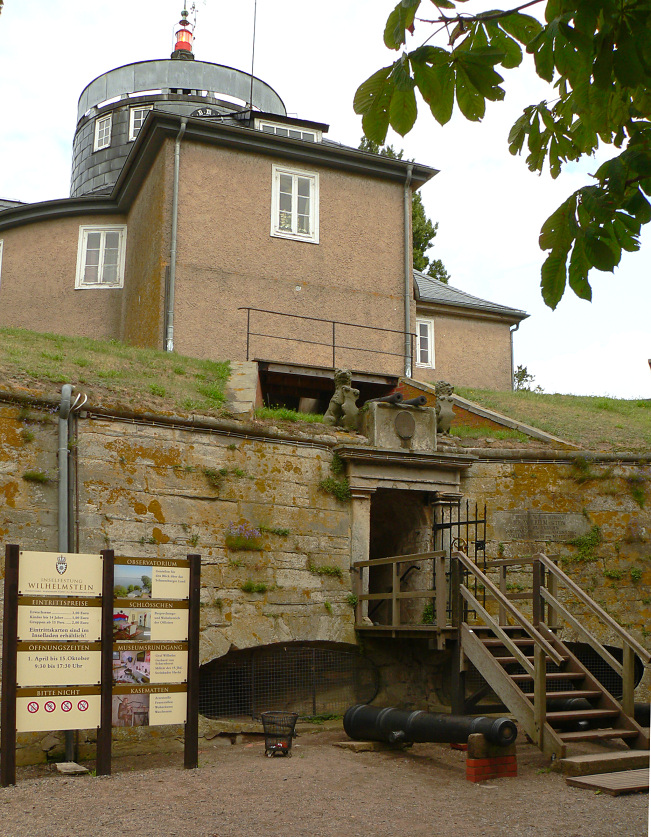
Festungseingang
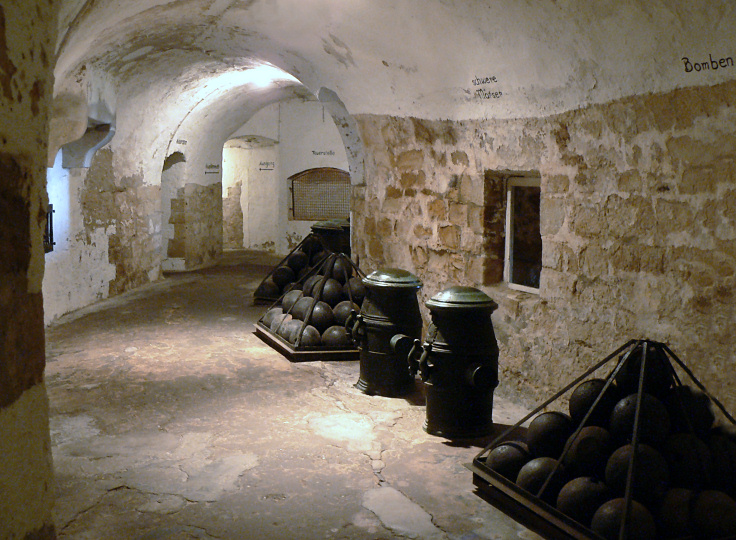
Kasematte in der Festung

### Außenwerke
Rund um die Festungsinsel wurden 16 weitere Inseln als Außenwerke errichtet, zunächst als Plattformen auf Holzpfählen und Balken. Sie bildeten vier äußere Bastionen, vier mittlere Ravelins und acht kleinere Kurtinen. Die Außenwerke waren mit Zugbrücken untereinander und mit der Festungsinsel verbunden. Auf ihnen standen neben Kanonenstellungen feste Häuser mit Werkstätten, Magazinen, ein Lazarett und Studienräume sowie eine Windmühle. Im Südwesten wurde ein kleiner Hafen angelegt, der noch heute besteht. Dort lagen fünf kleine Kanonenboote. Auf einem Außenwerk ließ der Graf einen Versuchsgarten anlegen.
Schon früh führten Wellen- und Eisgang zu Schäden an den Außenwerken. Auch verrotteten die Holzpfähle schnell im Wasser. Bereits 1772 bekamen die Außenwerke einen festen Untergrund durch Aufschütten von Sand und Steinen. Die Außenwerke bestehen heute in der ursprünglichen Form nicht mehr. Sie wurden in die Hauptinsel integriert, als um 1810 die Zwischenräume verfüllt wurden. Dadurch entstand aus der sternschanzenförmigen Anlage die Insel in ihrer heutigen, fast quadratischen Form mit etwa 100 m Seitenlänge. Von den ehemals 16 Häusern existieren heute noch neun (für Matrosen, Sergeanten, Bedienstete, Kaserne, Schmiede, Krankenstation, Pulverhaus, Viehhaus). Es handelt sich meist nicht um hölzerne Originalbauten von 1767, sondern um steinerne Nachbauten aus der Mitte des 19. Jahrhunderts.

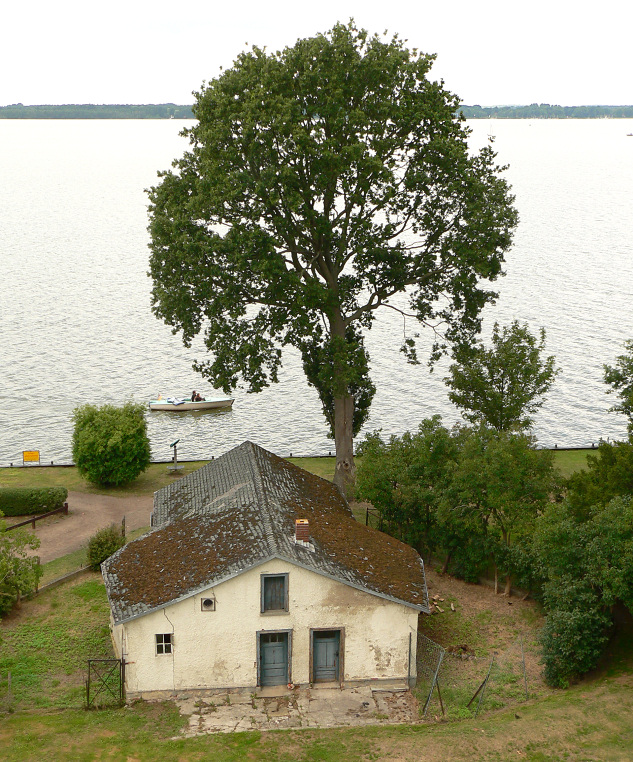
Historisches, noch unrenoviertes Inselhaus auf einem früheren Außenwerk
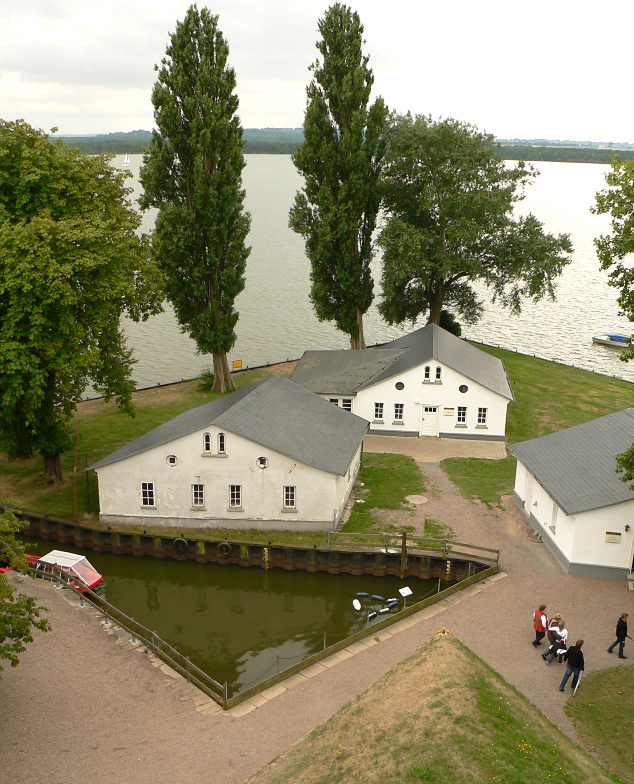
Kleiner Hafen mit Inselhäusern
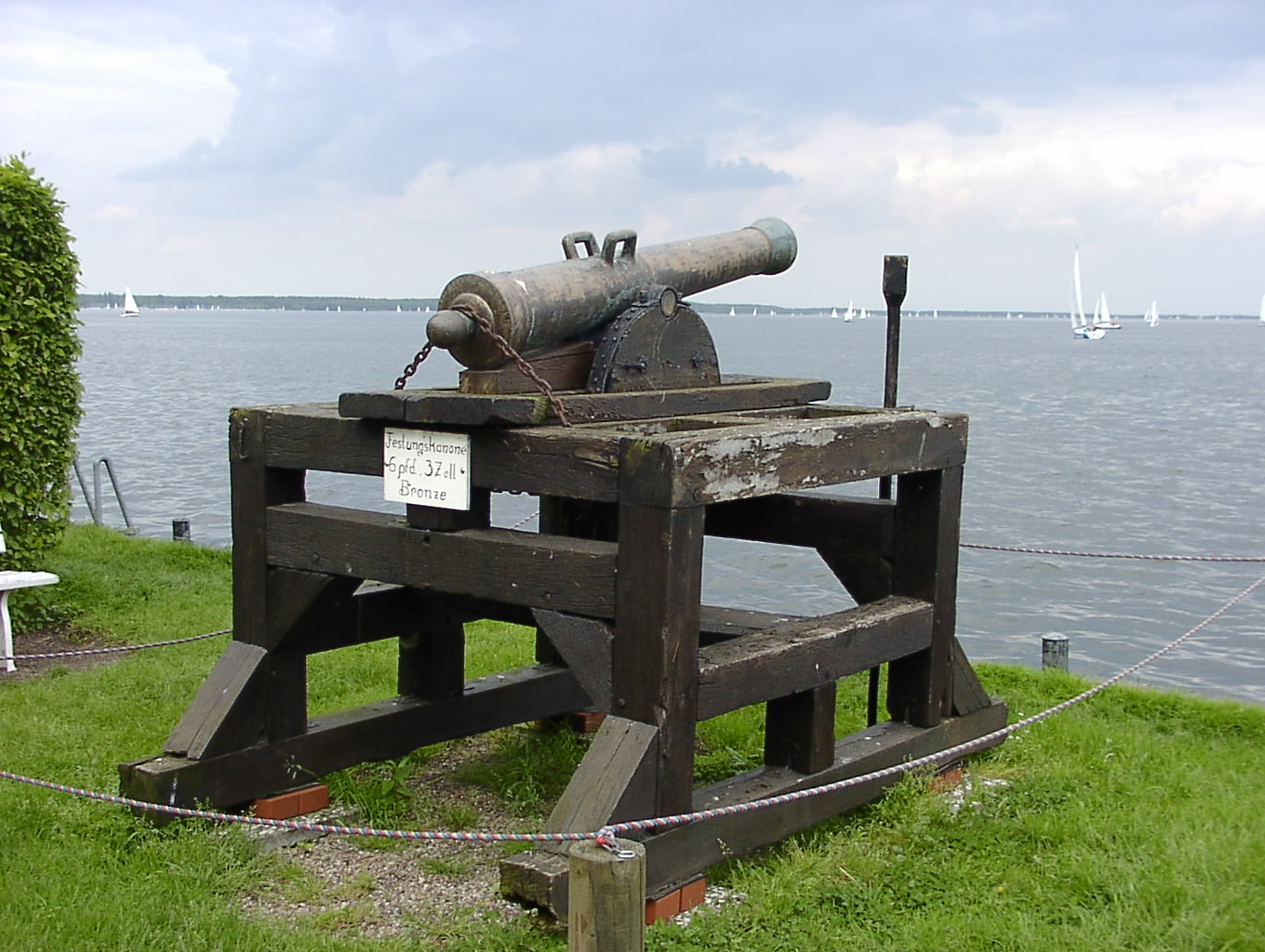
Festungskanone am Inselufer

### Bewaffnung und Besatzung
Die Festung besaß die in damaliger Zeit modernste Bewaffnung mit 166 Kanonen im Jahr 1777. Darunter waren Drei-, Sechs- und Zwölfpfünderkanonen (nach Gewicht der Kanonenkugel) sowie Mörser. Um 1850 waren es nur noch etwa 100 Geschütze, da ein Teil verkauft wurde. In die Festungsmauern sind vier lange Schießscharten für Kanonen eingelassen.
Für den Kriegsfall war eine Besatzung von 800 Soldaten geplant, von denen jeweils die Hälfte für die Festung und die Außenwerke vorgesehen waren. In den Anfangsjahren betrug die reguläre Stärke 250 Soldaten, später rund 150 Mann. 1782 wurde die Besatzung aus Kostengründen auf 22 Mann reduziert.
Der Soldatendienst auf der Festung war gesundheitlich nicht unbedenklich. Die ständige Feuchtigkeit verursachte Erkältungskrankheiten und Rheuma. In Friedenszeiten versahen die Soldaten daher nur maximal zehn Tage Dienst auf der Insel, an Land waren sie in Hagenburg und Steinhude untergebracht. Auf der Insel lebten auch einzelne Ehefrauen von Soldaten, die für die Besatzung wuschen und andere Hausarbeiten übernahmen. Im Winter war das Eiland zeitweise vom Festland abgeschnitten, wenn das Eis noch nicht trug und Boote nicht fahren konnten. Deswegen wurden in der Festung größere Mengen an Lebensmitteln und Brennmaterial eingelagert. Im Winter musste die Besatzung die Inseln mit langen Sägen eisfrei halten.

### Wilhelmsteiner Feld
1772 entstand am vermoorten Südwestufer des Steinhuder Meeres das Wilhelmsteiner Feld als Anlegeplatz für die Bootsflotte des Wilhelmsteins. Die Aufsicht über diese Arbeiten hatte der Artillerie Premier Lieutenant im hochgräflichen Schaumburg Lippischen Artillerie-Corps Ernst Carl von Colson (1746–1795), bei denen auch eine Entwässerung des Feuchtgebietes erfolgte. Darin entstanden Schanzen und andere Befestigungs- sowie Übungsanlagen. Das Gebiet wurde auch landwirtschaftlich genutzt, denn mit den Erzeugnissen sollte die Inselfestung im Kriegsfall versorgt werden. Verdiente Soldaten bekamen im Wilhelmsteiner Feld Hofstellen. Nach dem Tod des Grafen 1777 wurden die militärischen und zivilen Anlagen verkauft und die Flächen wieder zu Moorflächen.

## Funktionen
Mit der Fertigstellung 1767 bis zum Tode des Erbauers Graf Wilhelm 1777 hatte der Wilhelmstein eine militärische Funktion als Festung inne. Während dieser Zeit und auch danach kamen der Insel weitere Funktionen zu:

### Militärschule
Mit Fertigstellung der Inselfestung 1767 richtete Graf Wilhelm in ihr eine Kriegsschule ein, die er Praktische Artillerie- und Genie-Schule nannte. Sie diente der Ausbildung von Offizieren, Unteroffizieren und Mannschaften der Artillerie und des Pionierwesens. Die Schüler lebten abwechselnd auf der Insel und in Steinhude. Der mehrjährige Besuch der Schule war kostenfrei. Sie vermittelte nicht nur militärisches Wissen wie Ballistik und Taktik, sondern unterrichtete ab 1770 auch allgemeine Fächer wie Physik, Medizin, Chemie sowie Geschichte und Fremdsprachen. In den ersten 10 Jahren des Bestehens der Militärschule wurden 44 Offiziersanwärter ausgebildet. Der bekannteste Schüler war der spätere preußische General und Heeresreformer Gerhard von Scharnhorst. Er begann 1773 im Alter von 18 Jahren seinen Dienst auf dem Wilhelmstein und blieb bis 1777. Später erhielt er die Goldene Medaille der Kriegsschule. Nach dem Tod von Graf Wilhelm 1777 verlegte sein Nachfolger Philipp Ernst die Schule nach Bückeburg, wo sie 1787 aufgelöst wurde.

### Gefängnisinsel

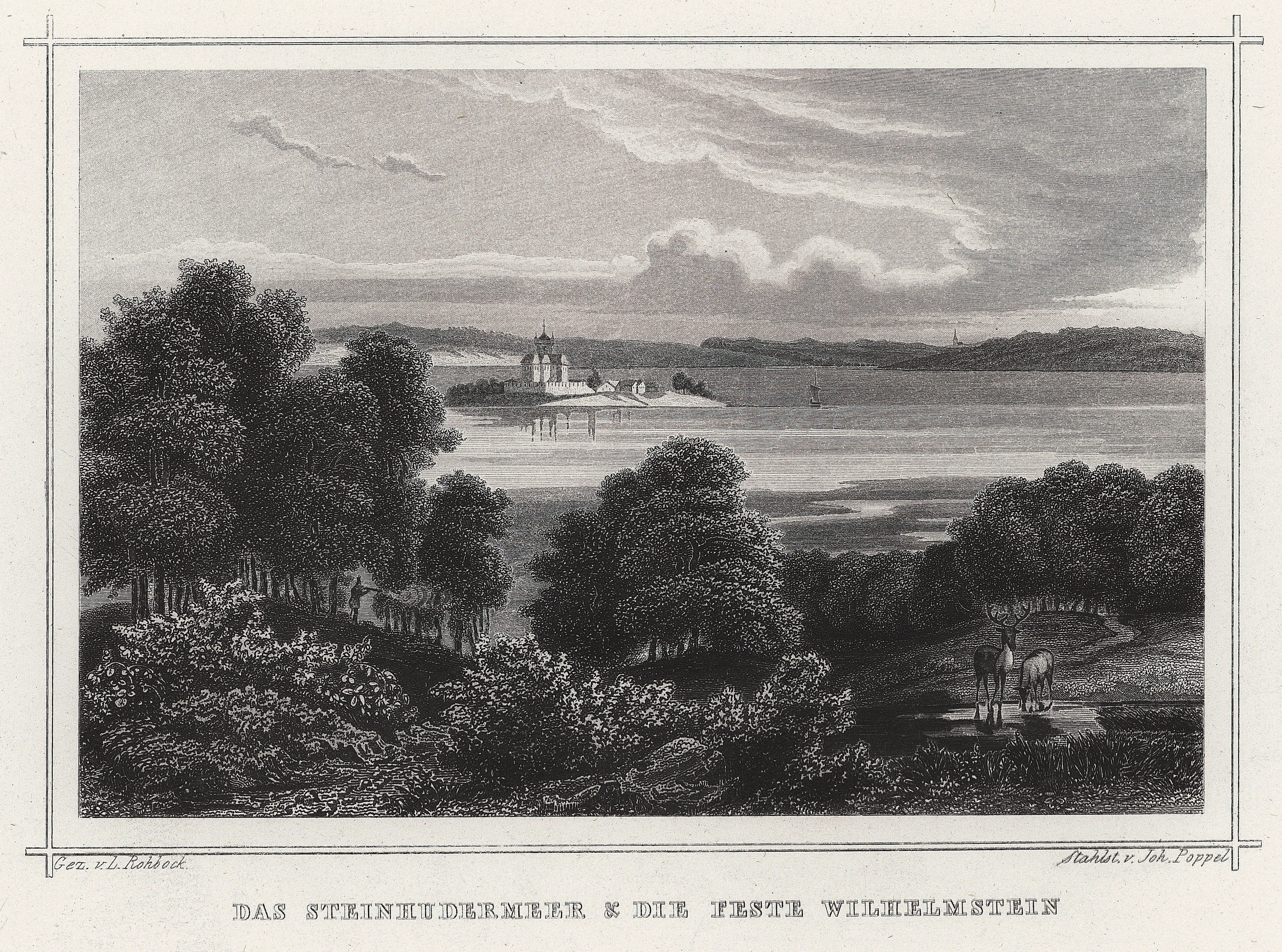
Blick auf die Festung im 19. Jahrhundert

Nach dem Tod von Graf Wilhelm 1777 und Verlegung der Kriegsschule 1787 nach Bückeburg war die Festungsinsel weitgehend funktionslos geworden. Daraufhin wurde sie zum Staatsgefängnis der Grafschaft Schaumburg-Lippe. Anfangs waren vor allem Schwerverbrecher inhaftiert, die längere oder lebenslange Haftzeiten zu verbüßen hatten. Um 1815 gab es im Schnitt 10 ständige Häftlinge auf der Insel, insgesamt haben in dem über 80 Jahre bestehenden Gefängnis etwa 300 Gefangene eingesessen. Sie mussten auf der Insel Zwangsarbeiten verrichten. Einige verstorbene Häftlinge wurden auf der Insel begraben. Wegen der Lage im Wasser galt die Gefängnisinsel als ausbruchssicher. Bekannt sind drei Ausbrüche über das Eis (1784) und durch Schwimmen auf einer Holzbohle, von denen einer (1832) scheiterte. Im Zusammenhang mit der Auflösung des Schaumburg-Lippischen Militärs nach einem Übereinkommen mit Preußen 1867 wurde das Gefängnis geschlossen, und die letzten Häftlinge kamen in Haftanstalten auf dem Festland.

### Historisches Ausflugsziel

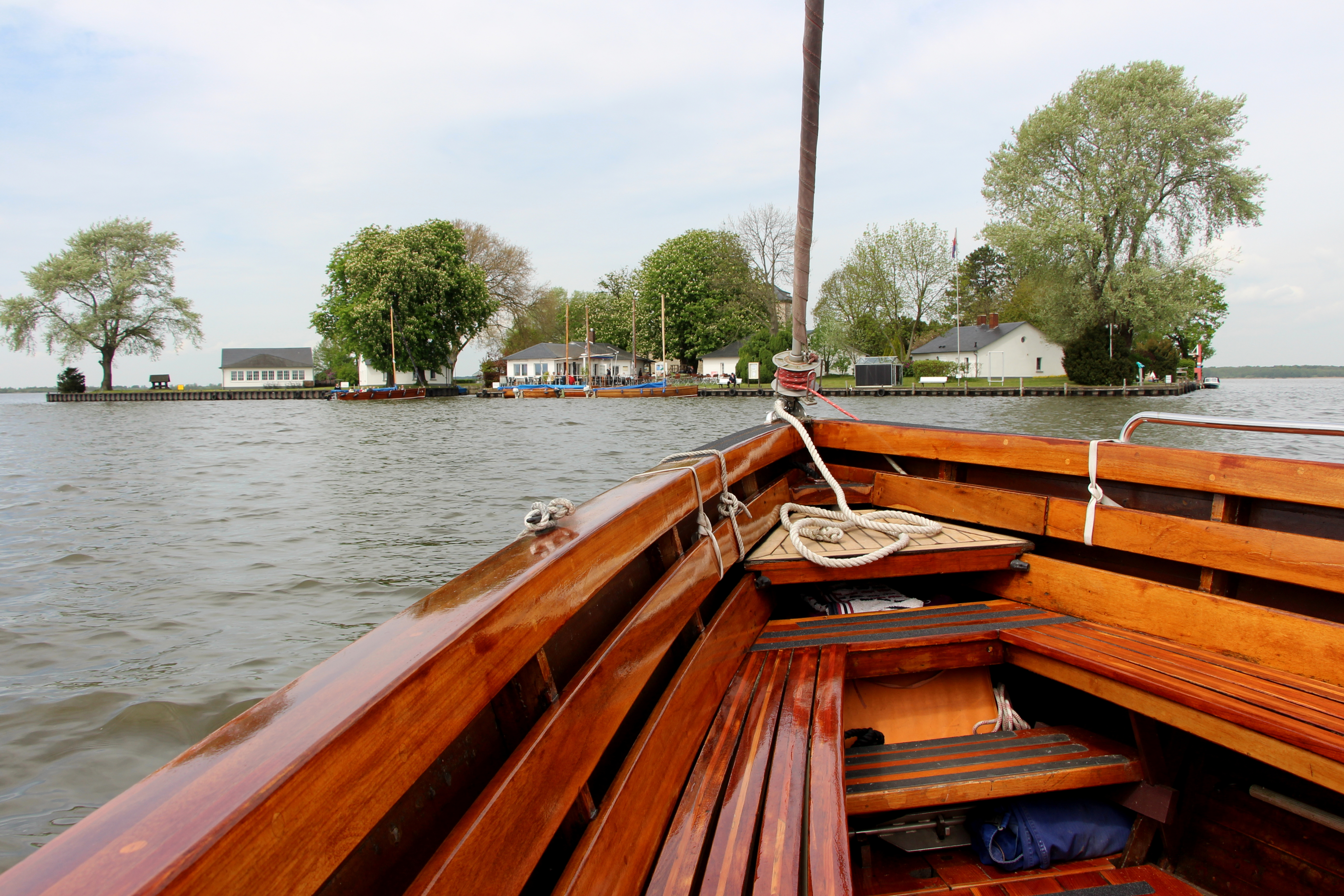
Auswanderer-Boot mit Kurs auf den Wilhelmstein

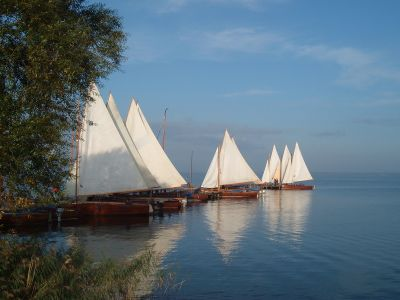
Auswanderer-Boote am Anleger in Steinhude

Der Ausflugsverkehr zur Insel setzte früh ein. Der erste Besucher trug sich bereits im Fertigstellungsjahr der Festung 1767 in das Fremdenbuch ein. Anfangs handelte es sich bei den Besuchern, im Schnitt um die 50 im Jahr, um Adlige oder hohe Militärangehörige. Die Belagerung von 1787 verlieh der Festungsinsel einen hohen Bekanntheitsgrad, so dass ab 1790 jährlich bis zu 300 Menschen auf die Insel kamen. Nachdem die Nutzung als Gefängnis 1867 beendet war, verstärkte sich der Fremdenverkehr erheblich. Die Insel wurde bereits in dieser Zeit vom Haus Schaumburg-Lippe als Besucherziel hergerichtet. Umliegende Kurorte, wie Bad Nenndorf, Bad Eilsen und Bad Rehburg, sorgten für hohe Besucherzahlen. Prominente Inselbesucher waren Johann Gottfried Herder, Friedrich de la Motte Fouqué, Jérôme Bonaparte und Kaiser Wilhelm I.
Eine weitere Zunahme des Fremdenverkehrs zur Insel setzte um 1900 ein, wofür auch die 1898 in Betrieb genommene Steinhuder Meer-Bahn sorgte. Für die Fischer des Steinhuder Meeres bedeutete der Tourismus zur Insel eine neue Einnahmequelle. Sie schafften sich zur Personenbeförderung größere Boote in Form der Auswandererboote an.
Im 21. Jahrhundert ließ der Inselbesitzer Alexander Prinz zu Schaumburg-Lippe zwischen 2005 und 2009 für rund 1 Million Euro umfangreiche Renovierungen an den historischen Inselgebäuden vornehmen, um die Insel attraktiver für den Fremdenverkehr zu machen. 7 der 9 Inselhäuser wurden restauriert und wieder nutzbar gemacht.

## Belagerung von 1787
Die Inselfestung wurde lange Zeit als verspielter Einfall eines militärbegeisterten Kanonengrafen in Person von Graf Wilhelm zu Schaumburg-Lippe angesehen. Als er 1777 ohne männlichen Erben verstarb und 1787 auch sein Nachfolger Philipp Ernst verstarb, erhob die Landgrafschaft Hessen-Kassel Anspruch auf die Grafschaft Schaumburg-Lippe. Hessische Truppen besetzten im Februar 1787 die Grafschaft, ohne auf Widerstand zu stoßen. Lediglich auf dem Wilhelmstein verschanzten sich etwa 150 Mann. Die Hessen in einer Stärke von rund 2.800 Mann belagerten die Festungsinsel. Der Beschuss mit Kanonen misslang, da diese wegen des morastigen Ufers am Steinhuder Meer nicht nah genug aufgestellt werden konnten. Die Taktik des Aushungerns der Festungsbesatzung scheiterte ebenfalls: Der Wilhelmstein wurde vom Kurfürstentum Hannover unterstützt, zu dem das Nordufer des Sees gehörte. Während der Belagerung erteilte die kaiserliche Reichsführung Preußen und dem Kurfürstentum ein Mandat, die Grafschaft Schaumburg-Lippe notfalls mit Gewalt zu befreien. Als diese Koalition mehrere tausend Soldaten zusammenzog, traten die Hessen den Rückzug an.

## Heutige Situation

### Besitzverhältnisse
Die im Steinhuder Meer liegende Insel Wilhelmstein ist im Besitz der Adelsfamilie Schaumburg-Lippe. Mit dem Besitzrecht ist das Zufahrtsrecht mit einem Motorboot zur Insel auf dem ansonsten motorbootfreien See verbunden. 2021 verpachtete die fürstliche Hofkammer in Bückeburg die Insel für 15 Jahre an die Steinhuder Meer Tourismus GmbH. Bis dahin wurde sie vom Inselvogt der Hofkammer verwaltet. Ursprünglich gehörte auch das Steinhuder Meer zum Fürstentum Schaumburg-Lippe. Fürst Adolf  trat es jedoch nach der Novemberrevolution von 1918/19 zur Hälfte an den Staat ab, um einer Enteignung vorzubeugen. 1973 wurde die restliche Hälfte des Steinhuder Meeres von Philipp Ernst Fürst zu Schaumburg-Lippe zum Preis von 7,5 Millionen DM an das Land Niedersachsen verkauft.

### Allgemeines

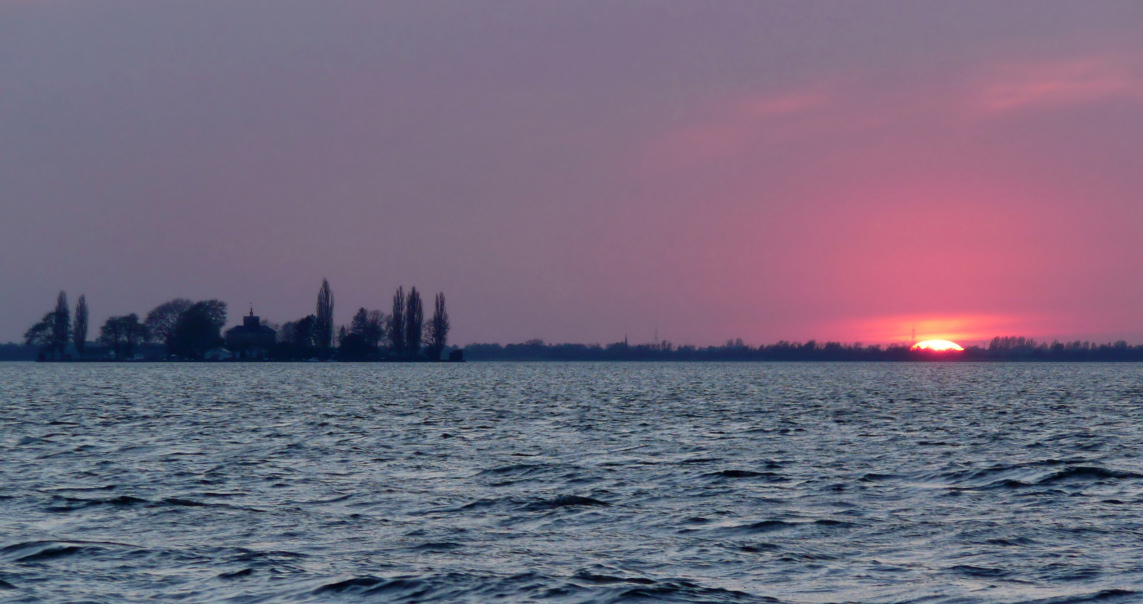
Sonnenuntergang am Steinhuder Meer, links der Wilhelmstein

Die restaurierten Gebäude bieten ein Café, einen Souvenirladen, Seminarräume sowie Übernachtungsmöglichkeiten für Touristen. In einem Inselhäuschen befindet sich eine kleine Ausstellung über den Naturpark Steinhuder Meer. Etwa 80.000 Tagesgäste, die auf Auswandererbooten oder mit Fahrgastschiffen anreisen, besuchen die Insel jährlich. Eine Gebühr für das Anlegen von Segelbooten wird seit etwa 2021 nicht mehr erhoben.
Die gesamte Festung ist heute ein Museum, das gegen Eintrittsgeld besichtigt werden kann. Darin sind Kartenmaterial, Waffen (Mörser, Kanonenrohre, Kanonenkugeln, Gewehre) und andere Gegenstände aus der Geschichte der Anlage ausgestellt. Ebenso sind frühere Wohn- und Arrestzellen nachgebildet.
Seit 2005 besteht für 20 Paare pro Jahr wieder die Möglichkeit, sich im ehemaligen Zimmer des Inselkommandanten standesamtlich trauen zu lassen. Trauungen auf der Insel wurden schon etwa ab dem Jahr 1900 durchgeführt und waren sehr beliebt. Nach dem Zweiten Weltkrieg ließ das Interesse an Inseltrauungen aber nach.

### Ausstellungen

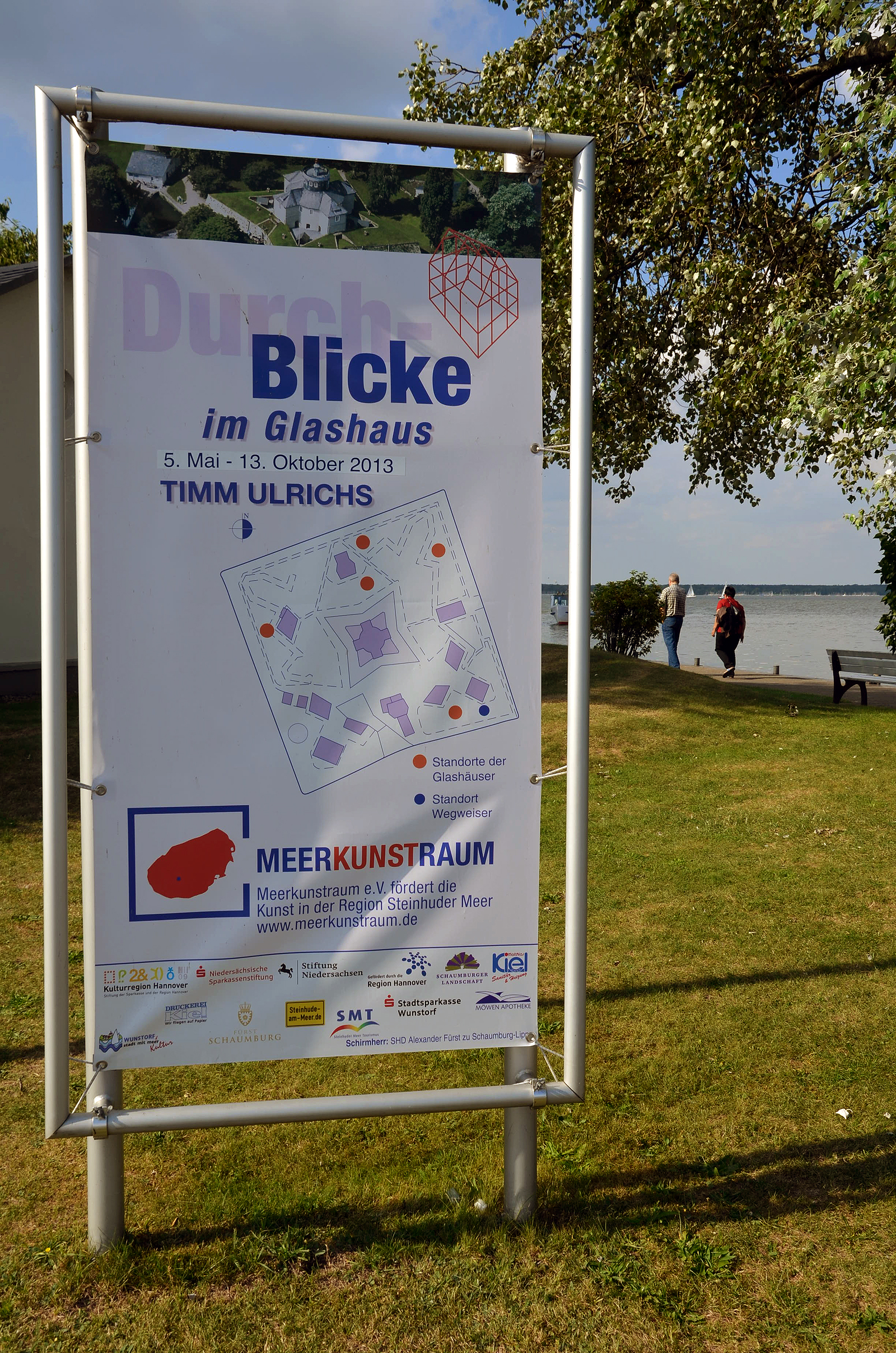
Freiluft-Ausstellung Im Glashaus des Künstlers Timm Ulrichs im Jahre 2013

Der Kunstverein Meerkunstraum e. V. präsentiert seit 2003 auf der Insel Wilhelmstein eine Reihe von Freiluft-Ausstellungen unter dem Titel Durch-Blick. 2013 zeigte der Künstler Timm Ulrichs in seiner Ausstellung Im Glashaus auf der Insel fünf Installationen unter dem Motto „Wer im Glashaus sitzt... “.

## Sonstiges
Von der Insel aus wurde 1772 das erste Unterseeboot in Deutschland, der Steinhuder Hecht, zu Wasser gelassen.
Die Festung fungierte als Vorbild für das Fort Nossa Senhora da Graça in der Stadt Elvas in Portugal, das der Graf Wilhelm zu Schaumburg-Lippe im 18. Jahrhundert im Stile Vaubans errichten ließ. Der portugiesische König benannte das Fort anfangs dem Grafen zu Ehre als „Fort de Lippe“. Es diente der Verteidigung gegen die Spanier.